# Ludo Van Staeyen
Ludo Van Staeyen (* 11. Dezember 1948 in Schoten) ist ein ehemaliger belgischer Radrennfahrer.

## Sportliche Laufbahn
Van Staeyen war im Straßenradsport aktiv. Er bestritt für die belgische Nationalmannschaft einige Etappenrennen. In der Internationalen Friedensfahrt 1970 wurde er 35., 1971 37. In der Tour of Scotland 1970 kam er auf den 17. Rang. 1971 wurde er bei der nationalen Meisterschaft im Straßenrennen der Amateure Vize-Meister hinter Freddy Maertens.
Von 1971 bis 1977 war er als Berufsfahrer aktiv. Er gewann einige Kriterien in Belgien. 1972 wurde er Zweiter im Grand Prix Pino Cerami, 1974 in der Tour du Condroz.
In der Tour de France 1972 wurde Van Staeyen 49., 1973 schied er aus. Im Giro d’Italia 1972 wurde er 45. der Gesamtwertung. In den Rennen der Monumente des Radsports war der 22. Platz in der Flandern-Rundfahrt 1976 sein bestes Resultat.